# Jaime Vera López
Jaime Vera López (Salamanca, 20 de marzo de 1858-Madrid, 19 de agosto de 1918) fue un médico y político socialista español.

## Biografía
Nació en 1858 o 1859 en Salamanca en el seno de una familia republicana. Era hermano del geógrafo y escritor Vicente Vera.  Muy joven, se trasladó a Madrid donde con quince años inició la carrera de Medicina, en la que entró en contacto, a través de otros estudiantes, con los primeros textos marxistas, especialmente gracias a Alejandro Ocina, que le prestó el Manifiesto Comunista. En 1879 finalizó sus estudios en Medicina con sobresaliente y premio extraordinario.
Desde 1877 formó parte del grupo prefundacional del PSOE, al que pertenecían Quejido, Matías Gómez, Calleja, Mora y al que más tarde se unió Pablo Iglesias. El 2 de mayo de 1879 formó parte del grupo de 25 personas que constituye el Partido Socialista en España, en una fonda de la calle de Tetuán. La primitiva Agrupación Socialista Madrileña le encargó contestar a la Comisión de Reformas Sociales. Cumplió rápidamente su cometido elaborando un informe que en diciembre de 1884 se remitía a la comisión. En el informe, Vera sometía a juicio el sistema capitalista desde perspectivas que justificaban políticamente la lucha de la clase obrera por el socialismo, con una impecable argumentación marxista.
Fue el primero en sugerir la colaboración con los republicanos, y sus diferencias con el resto del grupo hizo que temporalmente abandonara su participación hasta 1890, cuando participó en la elaboración del primer manifiesto electoral del PSOE, así como en otras actividades importantes como las primeras celebraciones del Primero de Mayo en España, además de ser candidato por las Cortes en representación del PSOE.
Asimismo, fue colaborador habitual de El Socialista y en julio de 1896 formó parte de la representación del PSOE en el Congreso Internacional de Londres, junto con Pablo Iglesias y Casimiro Muñoz. 
Durante este viaje se agravó su enfermedad, que desde ese momento limitó su vida política. A pesar de ello, siguió colaborando activamente, siendo candidato a las Cortes varias veces más, colaborando con la Escuela Nueva, asistiendo a los Congresos del PSOE y prestando ayuda médica y cobijo a los participantes de la huelga general de 1917.

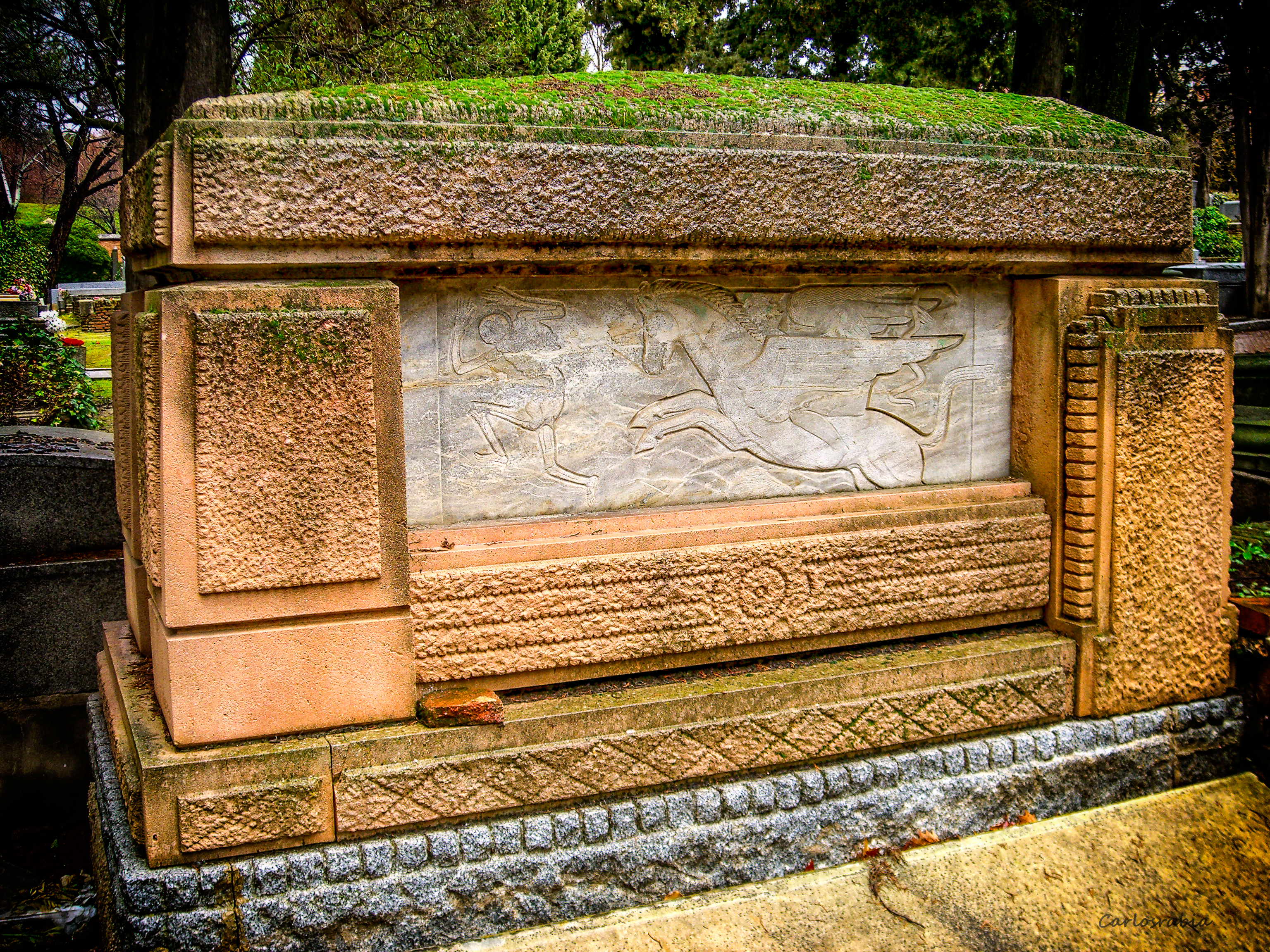
Tumba de Jaime Vera en el cementerio civil de Madrid. Escultura de Emiliano Barral.

Murió finalmente el 19 de agosto de 1918, causando una enorme conmoción entre los obreros afines al PSOE, tal y como quedó reflejado en la prensa de la época. Fue enterrado en el cementerio civil de Madrid.

### Actividad médica
Discípulo de José María Esquerdo, médico del Hospital General de Madrid, doctorado en Medicina en 1879, fundó el gabinete electroterápico del HGM y es considerado uno de los fundadores de la psiquiatría moderna de España. Fue reconocida su labor de divulgación científica en la prensa madrileña, siendo autor de la sección de Medicina del Diccionario Enciclopédico Hispano-Americano. Fue notable su interés por el respeto a los discapacitados síquicos y por el trato humano a los enfermos.

### Reconocimientos
.

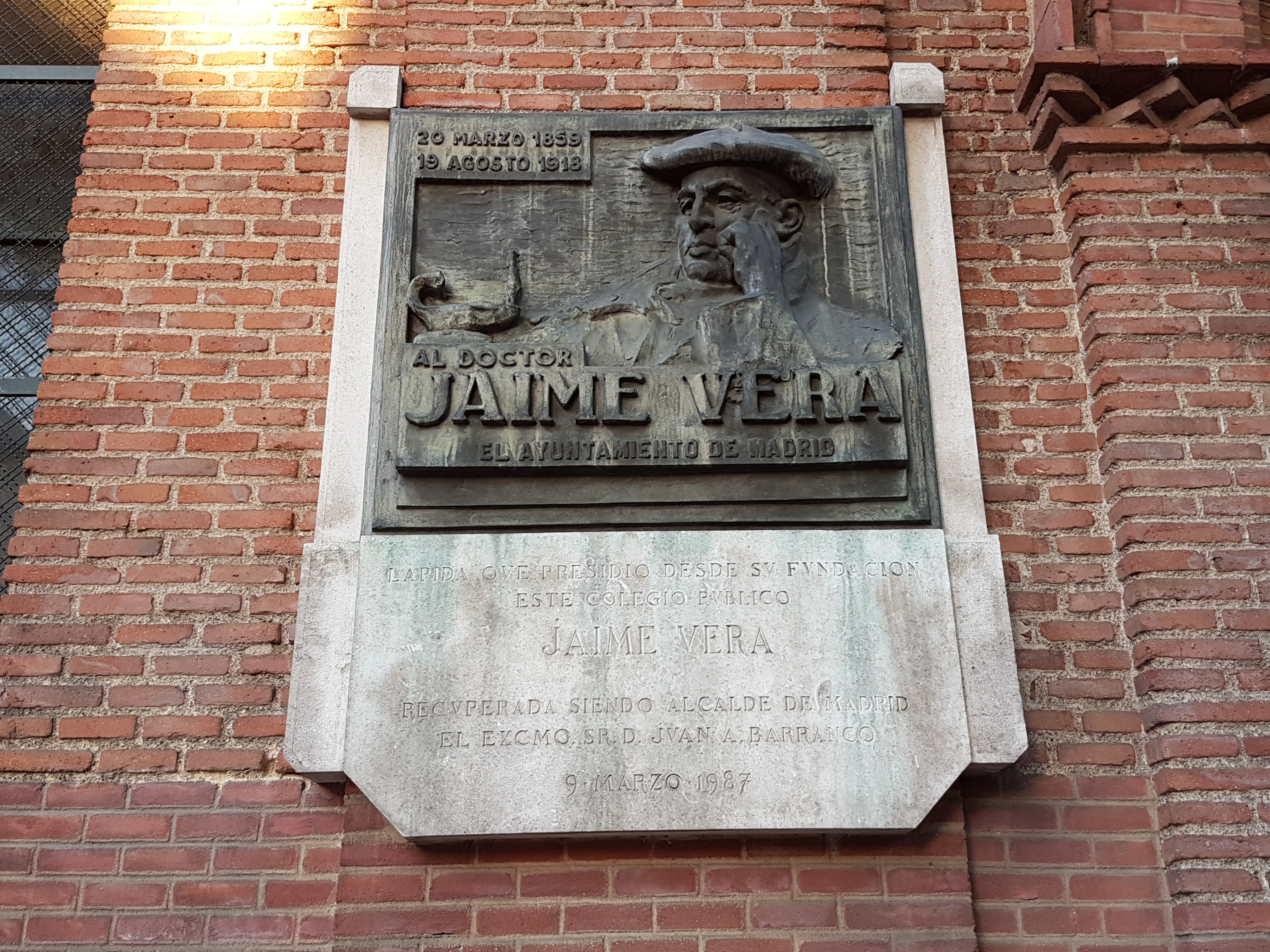
Placa homenaje en la fachada del colegio Jaime Vera en la calle Bravo Murillo de Madrid. Obra de Ángel García Díaz

Jaime Vera tiene una calle con su nombre en Madrid. Ubicada en el barrio de Puerta del Ángel, en el distrito de Latina. Comienza en el paseo de Extremadura y finaliza en la calle Caramuel. Longitud aproximada de 450 m. También en la ciudad de Salamanca tiene una calle dedicada en el Barrio del Oeste. Un colegio público de Torrejón de Ardoz lleva su nombre, al igual que un instituto y un colegio, ambos en el barrio de Tetuán. Igualmente, el Centro de Salud de Especialidades de Coslada se cataloga con su nombre y otro en el municipio de Leganés. Así como el Centro Municipal de Talavera de la Reina.